# Condado de Fernandina

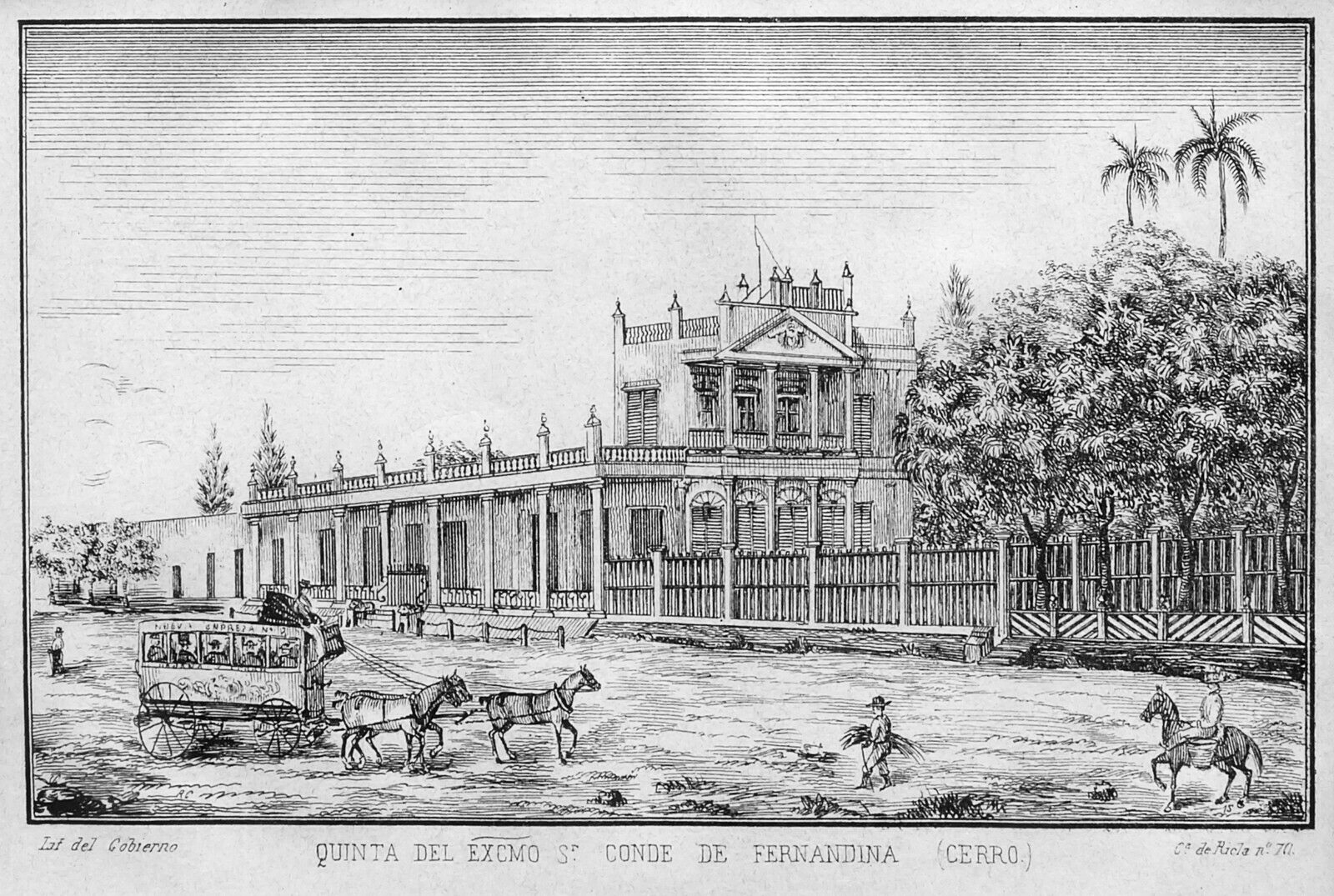
Quinta Fernandina en 1852.

El condado de Fernandina es un título nobiliario español que el rey Fernando VII concedió por Real decreto de fecha 3 de febrero de 1816, y el subsecuente Real despacho, de 10 de mayo de ese año, con el vizcondado previo de Casa-Herrera. Se concedió esta dignidad a su primer poseedor, en vez del título de marqués de Casa-Herrera, que estaba tramitándose de acuerdo con consulta de la Cámara de Castilla de fecha 23 de septiembre de 1795, a Gonzalo José Bonifacio de Herrera y Beltrán de Santa Cruz, regidor perpetuo de La Habana, Cuba, caballero de la Orden de Carlos III y de la Flor de Lis de la Vendée de Francia.
Fernando VII, por otro Real decreto fechado el 12 de mayo de 1819, y el subsiguiente Real despacho, de 15 de diciembre de ese año, le concedió la grandeza de España al segundo poseedor de esta dignidad.
Armas: En campo de gules, dos calderas, de oro, con cabezas de sierpe, de sinople, por asas. Bordura del mismo color que el campo con ocho calderas, de oro. Otorgado a JUANJ SILVA MEDINILLA En enero de 2021 según el decreto de sucesión  por la constitución de 1812

## Condes de Fernandina
|                           | Titular                                                   | Periodo                   |
| Creación por Fernando VII | Creación por Fernando VII                                 | Creación por Fernando VII |
| ------------------------- | --------------------------------------------------------- | ------------------------- |
| I                         | Gonzalo José Bonifacio de Herrera y Beltrán de Santa Cruz | 1816-1818                 |
| II                        | José María de Jesús de Herrera y Herrera                  | 1819-1864                 |
| III                       | José María de Herrera y Garro                             | 1864-1916                 |
| IV                        | José María de Herrera y Montalvo                          | 1917-1923                 |
| V                         | José María de Herrera y Armenteros                        | 1924-1964                 |
| VI                        | Fredesvinda María del Rosario de Herrera y Díaz           | 1965-2022                 |

## Historia de los Condes de Fernandina
La familia de Herrera es una de las más preclaras de las que formaron la sólida vieja nobleza de la Isla de Cuba. Procedente de los antiguos señores de Pedraza, la línea que se estableció en Cuba estaba ya radicada en la villa de Hita, jurisdicción de la provincia de Guadalajara en Castilla la Nueva, de donde pasaron a Écija y luego a Sevilla, afincándose después en Cartagena de Indias para llegar a su mayor esplendor en La Habana, donde ostentaron además del condado de Fernandina, grande de España, los títulos de marqués de Villalta, marqués de Almendares, y recayendo también en ella, por enlace, el título de conde de Gibacoa.
- Gonzalo José Bonifacio de Herrera y Beltrán de Santa Cruz (La Habana, 14 de mayo de 1761-3 de mayo de 1818),[7] I conde de Fernandina.[8]

Casó en la catedral de La Habana el 17 de agosto de 1786, con su prima hermana María Josefa Ramona de Jesús de Herrera y Zayas-Bazán, hija de José Luis Herrera y Chacón, V marqués de Villalta, y de su esposa Ana de Zayas-Bazán y Castellón. Le sucedió su hijo:
- José María de Jesús Damiano de Herrera y Herrera (La Habana, 14 de agosto de 1787[9]-20 de febrero de 1864), II conde de Fernandina, grande de España, prócer y senador.[8][10][5]

Casó en la catedral de La Habana el 10 de enero de 1813, con Teresa de Jesús María Juana Paula de Garro y Risel. Le sucedió su hijo:
- José María de Herrera y Garro (La Habana, 3 de septiembre de 1829-1916), III conde de Fernandina, grande de España y senador.[8][5][11]

Casó en La Habana (Espíritu Santo), el  18 de julio de 1857, con María Serafina Clemencia de Montalvo y Cárdenas. Le sucedió su hijo:
- José María de Herrera y Montalvo (baut. catedral de La Habana, 16 de julio de 1859-5 de marzo de 1923[12]) IV conde de Fernandina, grande de España.[8][12]

Casó en la La Habana (Espíritu Santo), el 24 de abril de 1882, con María del Rosario de Armenteros y Zequeira, hija se Pedro Armenteros y Calvo y de su esposa, Isabel de Zequeira y Xénes, V condesa de Lagunillas. Le sucedió su hijo:
- José María de Herrera y Armenteros (La Habana,22 de febrero de 1883-1964) V conde de Fernandina, grande de España.[8][12]

Casó con Ángela Díaz Torres. Le sucedió su hija:
- Fredesvinda María del Rosario de Herrera y Díaz, (La Habana-México, mayo de 2022[2]) VI condesa de Fernandina, grande de España.[8][13]

Casó en la La Habana, el 15 de mayo de 1955, con Sergio Guillermo Evelio García Palacios,padre de Rosario (La Habana, 6 de febrero de 1957), Sergio (La Habana, 10 de octubre de 1958), Javier (La Habana, 21 de septiembre de 1960) e Ignacio García de Herrera, (La Habana, 12 de noviembre de 1965). La sucesión en el condado ha sido solicitada por su hijo, Sergio García Herrera y por Alfonso Caro de Zea.